# Régie des transports communautaires rochelais
La Régie des transports communautaires rochelais (RTCR), était un des exploitants avec Océcars (Transdev) du réseau de transport en commun qui dessert la Communauté d'agglomération de La Rochelle. L'entreprise a été remplacée par Yélo Mobilité au 1er Janvier 2025.

## Organisation

### Autorité organisatrice
La Communauté d'agglomération de La Rochelle est l’autorité organisatrice des transports urbains. À ce titre, elle décide de l’organisation du réseau exploité par Yélo : création ou modification de lignes, services spécialisés …
Le réseau est constitué de 24 lignes régulières auxquelles s’ajoute un service à la demande (réservation au numéro vert …) 
La Communauté d'agglomération de La Rochelle décide aussi de la tarification : les communes sont les seules à pouvoir mettre en place des tarifs sociaux pour les personnes en difficulté;

### Exploitant
L'exploitation est confiée à la Régie des transports communautaires Rochelais (RTCR), qui est un EPIC (établissement public industriel et commercial). 
La RTCR assure la gestion du réseau et veille à son bon fonctionnement et met en œuvre tous les éléments susceptibles de contribuer au développement de l'utilisation des transports en commun : formation du personnel, démarche qualité, politique commerciale, études générales.

### Intercommunalité
La Communauté d'agglomération de La Rochelle, qui regroupe les 28 communes de l'agglomération Rochelaise, est desservie par le réseau.

## Réseaux

### Bus
Yélo est la marque ombrelle donnée par la CdA au réseau de Transport Urbain. En service depuis Septembre 2009, Yélo dessert les vingt-neuf communes du périmètre des transports urbains de la Communauté d'agglomération de La Rochelle via un réseau hiérarchisé, une navette de centre-ville, du transport à la demande, des transports de personnes handicapées, des Vélos en libre service et des liaisons maritimes.

### Vélo
Le Libre service Vélo. En service dans l'agglomération depuis le 5 juin 2009, il existe 112 stations à proximité des arrêts de bus, parc-relais et gares SNCF de l’agglomération, Yélo possède 760 vélos disponible sur la  Cda  dont 140 électriques (vélo électrique retiré de la vente à la suite d'un incendie en cours 2023-2024) ce service est accessibles 7j/7, 24h/24 via l’application FREEBIKE et sur les bornes des stations sur les communes de La Rochelle, Aytré, Périgny, Lagord, Puilboreau, Châtelaillon-Plage et Angoulins.

### Bateau
- Bus de mer électro-solaire

Liaison entre le Vieux Port et le port des Minimes, Circule toute l’année
- Passeur

Liaison entre la médiathèque Michel Crépeau et le Vieux Port de La Rochelle, Circule toute l’année

### Yélomobile
Yélomobile est le nom du service de voiture électriques en autopartage. En service uniquement à La Rochelle, le réseau est composé de 13 stations et de plusieurs véhicules de tourisme et utilitaires.

### Yélo la nuit
Le service Yélo la nuit prend le relais des lignes régulières à partir de 21h00 et jusqu’à 6h00, uniquement les jeudis, vendredi, samedis et veille de jour fériés. Ce service fonctionne sans obligation de réservation avec 3 navettes et circule parmi les 145 arrêts répertoriés sur l'ensemble des 28 communes de l’agglomération rochelaise

### Parc relais
Le réseau Yélo possède aujourd’hui 5 parc-relais,  Beaulieu  possédant 130 places, Les Greffières possédant 300 places, Vieljeux 40 places, Saint-Rogatien possédant 20 places,  Simone Veil possédant 130 places. Et le Parking-Relais de proximité de Jean Moulin possédant 300 places.